# 아카이이토
붉은 실(赤い糸 아카이이토[*])는 2008년 10월 15일에 발매된 아라가키 유이의 두 번째 싱글이다.

## 트랙 리스트
1. 赤い糸
작사, 작곡 : 고부치 겐타로
2. つないだ手
작사 : 아라가키 유이 / 작곡 : 구보 겐지
3. あいたい
작사 : 이와사토 유호 / 작곡 : 히로사와 다다시
4. 赤い糸 (naked voice ver.)
5. 赤い糸 (instrumental)

## DVD 수록 내용
1. 赤い糸 Music Video
2. 赤い糸 Music Video 오프샷 영상

## 순위
- 주간최고순위 3위 (오리콘 차트)
- 2008년도 연간순위 120위 (오리콘 차트)
- 등장횟수 14회 (오리콘 차트)